# Мір Абдул-Азіз
Мір Абдул-Азіз (пушту عبد العزیز هوتک; д/н–1717) — 2-й емір Великого Кандагару в 1715—1717 роках.

## Життєпис
Походив з династії Хотакі, що належала до племенного пуштунського об'єднання гільзаїв. Онук Мір Алі-хана і син Салім-хана. Відомостей про нього обмаль.
1709 року долучився до повстання гільзаїв, яке очолив його брат Мір Вайс, відзначився у знищенні в Кандагарі перської залоги, що складалася переважно з грузин. В подальшому брав участь у війнах з Персією, що намагалася повернути Кандагар під свою владу.
1715 року після смерті Мір Вайса успадкував владу в Великому Кандагарі. Спрямував зусилля на зміцнення держави. Водночас намагався дипломатією домогтися визнання з боку Персії, з якою планував укласти мирну угоду. Втім вожді гільзаїв, відчувши смаку перемоги над персами, бажали нових походів на Герат, Хорасан і Керман. За підтримки знаті Махмуд, небіж Абдул-Азіза, влаштував змову, повалив останнього, захопивши владу. Поховано у мавзолеї поруч зі своїм братом у районі Кокаран міста Кандагар.